# Stefan Morjean
Stefan Morjean (Zwevegem, 17 maart 1960) is een voormalig Belgisch wielrenner.
Hij was beroepsrenner van 1984 tot 1989 en deed vier keer mee aan de Tour de France.